# شهرستان لیانپینگ
لیانپینگ (به لاتین: Lianping County) یک شهرستان در جمهوری خلق چین است که در هیوان واقع شده‌است.